# Johnny Maestro & the Brooklyn Bridge

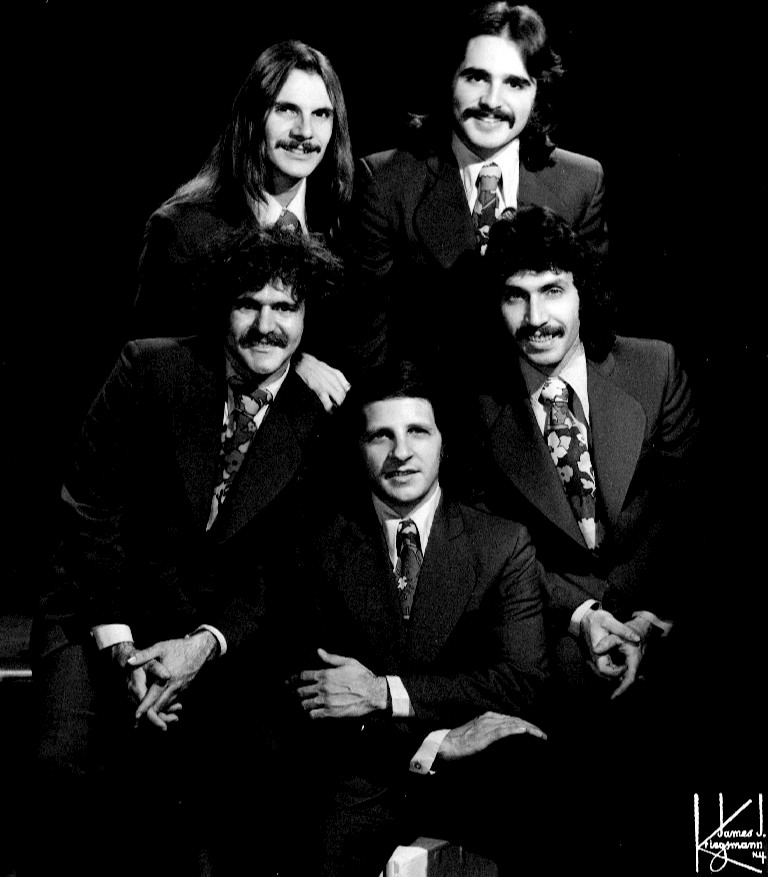
Johnny Maestro & The Brooklyn Bridge em 1973.

Johnny Maestro & the Brooklyn Bridge (ou simplesmente The Brooklyn Bridge) é um grupo musical norte-americana formado em 1969, em Long Island. O grupo é mais conhecido por sua interpretação de "The Worst That Could Happen", do cantor Jimmy Webb.

## Integrantes
- Segunda voz: Les Cauchi
- Teclados: Marty D'Amico
- Guitarra: Jim Sarle
- Baixo: Jimmy Rosica
- bateria: Lou Agiesta
- Engenheiro de som: "Smitty"

## Ex-integrantes
- Vocal: Johnny Maestro
- Diretor musical: Tom Sullivan
- Segunda voz: Mike Gregorio, Freddie Ferrara
- Teclados: Carolyn Woods
- Guitarra: Richie Macioce
- Trompete: Shelly Davis
- Saxofone: Joe Ruvio
- Bateria: Artie Cantanzarita

## Discografia
- 1968: Brooklyn Bridge
- 1969: The Second Brooklyn Bridge
- 1970: The Brooklyn Bridge
- 1972: The Bridge in Blue
- 1989: Christmas Is...

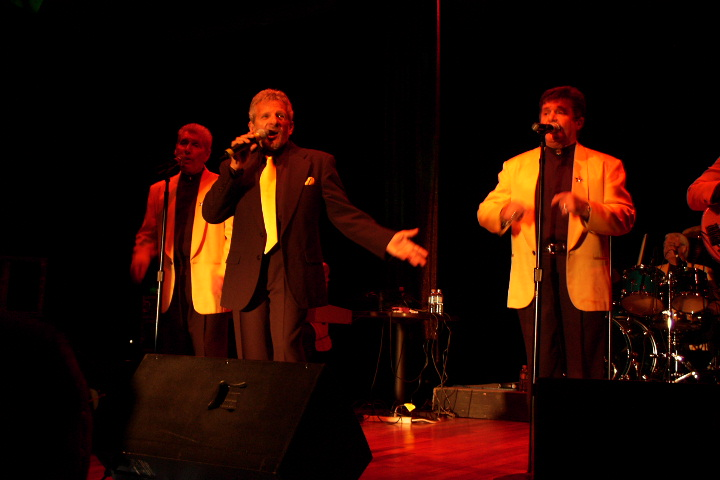
Johnny Maestro (no centro), com Freddie Ferrara (à esquerda) e Les Cauchi (à direita), em 2006.

- 1993: Johnny Maestro and The Brooklyn Bridge
- 1994: Acappella
- 2002: Peace on Earth
- 2004: Today
- 2007: Songs Of Inspiration (reedição de Peace On Earth)
- 2009: Today, Volume 2